# Escuelas Públicas de Comstock Park
Las Escuelas Públicas de Comstock Park (Comstock Park Public Schools, CPPS) es un distrito escolar en Míchigan. Tiene su sede el lugar designado por el censo de Comstock Park, y en el Municipio de Plainfield, Condado de Kent.
Tiene aproximadamente de 2.500 estudiantes. El tamaño del área del distrito es aproximadamente 9 millas (14,5 km) por 4 millas (6,4 km). Sirve el Municipio de Alpine, el Municipio de Plainfield, y la Ciudad de Walker.

## Escuelas
La Greenridge School sirve la escuela preescolar y PPI. La Stoney Creek School sirve kindergarten y los grados 1 y 2. La Pine Island School tiene los grados 3, 4, y 5. La Mill Creek School tiene los grados 6, 7, y 8. La Comstock Park High School sirve los grados 9, 10, 11, y 12.